# Русский Саскуль
Ру́сский Саску́ль (баш. Урыҫ Һаҫыҡкүле) — деревня в Гафурийском районе Республики Башкортостан Российской Федерации. Входит в состав Белоозерского сельсовета.  

## География

### Географическое положение
Находится на берегу реки Белой.
Расстояние до:
- районного центра (Красноусольский): 19 км,
- центра сельсовета (Белое Озеро): 7 км,
- ближайшей ж/д станции (Белое Озеро): 7 км.

## Население
| 2002 | 2009 | 2010 |
| ---- | ---- | ---- |
| 395  | ↗412 | ↘338 |

Согласно переписи 2002 года, преобладающая национальность — русские (66 %).

## Известные уроженцы
- Ковальский Антон Филиппович - (1906 — 14 апреля 1945) — сапёр сапёрного батальона, гвардии ефрейтор, Герой Советского Союза (1944).